# Cerophysa nodicornis
Cerophysa nodicornis là một loài bọ cánh cứng trong họ Chrysomelidae. Loài này được Wiedemann miêu tả khoa học năm 1823.